# あやかし忍伝 くの一番
『あやかし忍伝 くの一番』（あやかしにんでん くのいちばん）は、1997年に翔泳社より発売された恋愛・育成シミュレーションゲーム。百合を全体のテーマとした作品。ストーリーはコメディ色が強いが、シビアな描写も多い。WIN版、PS版、SS版（タイトルは『あやかし忍伝くの一番プラス』）の順に発売された。

## ゲーム内容
忍という職業が認知された世界で、くの一養成学校「姫百合学園」へ入学した主人公・葉隠楓を中心に展開する、育成百合シミュレーションゲーム。楓の任務は久野月葉と藤木霞と遠野深雪の３人を補佐、護衛すること。そのためには強くなければ意味がないので、3人と円滑な信頼関係を築きながら、自分自身を鍛え上げることも必要になる。主人公のパラメータや、護衛をする3人の好感度を変化させるなど、主人公の1年間とった行動により多彩なエンディングが用意されている。
姫百合学園の首席卒業者は、フリーの忍になることができる。フリーの忍となり好きな人に仕える事が最大の目標。自分も含めた４人をどう成長させるかがポイント。1年間で一番成績の良かった者には、首席の剣（模擬刀）が与えられる。

### 特徴・システム
- 一週間の流れ：まず週始めに、一週間の授業を決め時間割を作成する。通常の日は授業4回（土曜日は2回）と、放課後行動。休みの日は授業はなく放課後行動が2回できる。週末の日曜日の夜には、好きな姫に電話を掛けたり、姫以外も含めた生徒キャラクター全員のパラメータを見ることができる。また、好感度により電話で次週の授業を一緒に受ける約束もできる。電話は掛けるだけでなく、掛かってくる事もある。[2]
- 「忍務」と呼ばれる任務依頼が月の途中と月末にあり、行動の是非により能力値が変わる。月末は2つのうち1つを必ず受けなければならない。月末には必ず月末試験があり、午前中に筆記試験、午後に実技試験を受ける。夕方から忍務依頼をこなすことになる。月末試験の結果は翌日に成績表として渡される。それにより、その時点での学年順位を窺える。
- 授業は、語学・算術・薬学・医術・体術・作法・忍術学・忍術実技の8種。各キャラクターにより得意科目があり、上昇するパラメータに差が出てくる。能力の高い同級生と授業を受けるとパラメータは上がりやすい。[2]なお、授業の際「抜け出し」という行動をとることにより、他の授業場所へ行き、そこにいる女の子の好感度を変化させることが可能。
- 放課後行動は、家に帰る・街に出掛ける・特訓をする・月葉or霞or深雪の家に遊びに行く、を選択する。特訓を選ぶと、すべてのパラメータが上がる。[2]
- 好感度には、友情（黄色）と愛情（桃色）があり、10種の表情で見分けられる。最高の状態はハートの目をした桃色。ハートの目をしていても黄色なら、友情度が高い状態。眠るときに彼女たちの夢を見ることもある。[2]
- PS版では、クリア後のおまけとしてイベント達成率、エンディング達成率、音楽鑑賞26種、美術鑑賞129種、演劇再演84種、声優コメント9種を見られるようになる。なお、CD-ROM内にはOP曲とED曲が収録されている。

## 登場人物
葉隠 楓（はがくれ かえで）声：菊池志穂
主人公。忍者の名門、葉隠の宗家の娘。少々子供っぽいが、元気で明るく楽天的で素直。誰にでも好かれるタイプ。8歳の時に久野家に仕え4年間月葉と一緒に過ごすも、両家の主従関係は切れてしまい、月葉とも会えなくなり、思いは募るばかりであった。そんな折、月葉が姫百合学園に入学することを聞きつける。父十全から、月葉・霞・深雪の3人の護衛を引き受ける事を条件に入学を許され、月葉と4年ぶりの再会を果たす。
久野 月葉（ひさの つきは）声：丹下桜
楓の幼なじみで護衛する姫の一人。内気で話下手なため、自分をよく責める。幼い頃の楓との関係から、楓に好意を持っている。家の束縛から逃れて楓と再び会いたいがため、両親の反対を押し切って、姫百合学園へ強引に入学する。世間知らずなところがある。お風呂好き。料理が不得意。
ベストエンディングのタイトルは「そしていつまでも…」。
藤木 霞（ふじき かすみ）声：折笠愛
男勝りな姫。護衛する一人。忍が嫌いらしいが、忍びとしての能力は優れている。入学動機は不明。楓以上の忍術レベルを持つにもかかわらず、楓の護衛を受けている。中性的で無口で、他人を近づけない雰囲気を持つ。容姿風貌から女生徒の間で人気がある。よく男装する。パラメータは常にトップクラス。特に忍術や忍術実技が得意。
ベストエンディングのタイトルは「王子様のキス」。
遠野 深雪（とおの みゆき）声：井上喜久子
護衛する一人。マイペースでいつも眠そうにしている。寝ている時が一番幸せ。料理や裁縫等の家事全般が得意。母性があり、子供をあやすのが得意。他校の男子にも人気があり、ラブレターをよく貰っている。
ベストエンディングのタイトルは「いつもふたりで眠る」。
白瀬 桜華（しらせ おうか）声：池澤春菜
深雪に好意を持っていて、立場上楓を目の敵にしている。我侭で生意気なところがあるが、根は素直。3人もの護衛をまかされている楓に代わり、深雪の側でいつも護衛している。
伊勢 円（いせ つぶら）声：篠原恵美
ノリがよく明るい性格で、校内ではいつも人気者。無類の子供好き。親の都合で姫百合学園に入れられた。価値観にとらわれず上下正邪を区別する事を嫌う。学費の為ではなく、学園生活が退屈な為、アルバイトでウェイトレスをしている。十全に一目惚れする。
不知火 遙（しらぬい はるか）声：氷上恭子
生真面目で、クラスの委員長を務める。TVアニメ好き。中性的な魅力の霞に好意を持つ。算術が得意。他人と同じことをする事を嫌う。
葉隠 十全（はがくれ じゅうぜん）声：大塚明夫
楓の父。忍軍の総帥という立場上非情な一面を持っているが、普段は良い父親。すべての鍵を握る人物。
ジョニー遠野声：堀内賢雄
忍務中に登場する謎の忍者。変な喋り方をする。アメリカ人。

## 主題歌
- OP曲「想いの果て」歌：菊池志穂 作詞：佐藤制 作・編曲：浅井真
- ED曲「これからずっと…」歌：丹下桜 作詞：佐藤制 作・編曲：本田優一郎

## 関連商品

### ドラマCD
『あやかしラジオくの一番』内で放送中のラジオドラマにスペシャルなおまけがついて発売された。
- あやかし忍伝くの一番外伝（其之壱）〜謎?謎!くの一挑戦状』
  - 発売・販売元：東芝EMI・FUTURELANDレーベル
  - 1997年8月27日発売
- あやかし忍伝くの一番外伝（其之弐）〜夏だ!海だ!くの一逆襲編
  - 発売・販売元：東芝EMI・FUTURELANDレーベル
  - 1997年10月29日発売

### あやかしデスクトップ
ゲーム中の画像、オリジナルストーリーが収録されたCD-ROM。
- くのいちボイスグラフィーVol.1「葉隠楓」Vol.2「遠野深雪」Vol.3「白瀬桜華」